# The Diamond Dogs
För andra betydelser, se Diamond Dogs.
Diamond Dogs var ett svenskt band som grundades av Sören "Sulo" Karlsson (sångare och huvudsaklig låtskrivare) och Anders Lindström (även medlem i Hellacopters) under början av 1990-talet. Medlemmar i den första uppsättningen av bandet var även gitarristen Kent Axén (senare Maryslim) och Stefan Björk (tidigare Wilmer X. The Diamond Dogs har turnerat med Hanoi Rocks, The Damned och Nazareth, gjort 21 spelningar i England på lika många dagar, och fyllt Benidorms fotbollsstadion tillsammans med The Cult.
Namnet Diamond Dogs är taget från ett musikalbum med David Bowie från 1974, men namnet till trots är Diamond Dogs mer inspirerade av grupper som The Rolling Stones och Faces. 
Sulo har även en solokarriär och har tidigare, tillsammans med Stefan Björk, haft bandet Blanceflor, uppkallat efter Carl Bildts dotter.
Den 30 september 2015 meddelade bandet i ett pressmeddelande att man lägger ned.

## Medlemmar
Senaste medlemmar
- Sören "Sulo" Karlsson – sång
- Lars Karlsson – gitarr
- Henrik "The Duke of Honk" Widén – keyboard

Tidigare medlemmar
- Stevie Klasson – gitarr
- Jesper Karlsson – trummor
- Stefan "Björken" Björk – basgitarr
- Robert "Strängen" Dahlqvist – gitarr
- Kent Axén – gitarr
- Fredrik Fagerlund – gitarr
- Johan Johansson – basgitarr
- Daniel Johansson - trummor
- K. Marcus Ljungqvist – basgitarr
- Martin Tronsson – basgitarr
- Johannes Nordell – trummor
- Mats ”Magic” Gunnarsson – saxofon (död 2014)[5]
- Anders "Boban" Lindström – gitarr
- Fredrik Ludde Lundberg – trummor

## Diskografi
Studioalbum
- 1994 – Honked! – The Album (Avance Rec)
- 2001 – As Your Green Turns Brown (FBRCD 011)
- 2002 – Too Much is Always Better than Not Enough (FBRCD 018)
- 2004 – Black River Road (SMILCD 7101)
- 2006 – Up the Rock (SMILCD7107)
- 2008 – Cookin' (BOR-LILJERK-3)  (mini-album)
- 2008 – It's Most Likely (BOR-JERK14)
- 2011 – The Grit & the Very Soul (Legal Records LR17)
- 2012 – Set Fire To It All (Legal Records LR021)
- 2015 - Quitters & Complainers (Wild Kingdom)
- 2019 - Recall Rock 'N' Roll And The Magic Soul (Livewire LW042-2)

EP
- 2000 – Among the Nonbelievers (FBRCD 010)
- 2001 – Shortplayer (FBRCD 015)

Singlar
- 1993 – "Blue Eyes Shouldn't be Cryin'" (Avance Rec)
- 1993 – "Honked" (Avance Rec)
- 1995 – "Good Time Girl" (Avance Rec)
- 1996 – "Need of Ammunition" (Crowthorpe Rec)

Samlingsalbum
- 2003 – That's the Juice I'm On (FBRCD 022)
- 2005 – Bound to Ravage (Fading Ways FWM 041)